# Louis Blanc
Louis Jean Joseph Charles Blanc (ur. 29 października 1811 w Madrycie, zm. 6 grudnia 1882 w Cannes) – francuski polityk i historyk, wolnomularz.

## Życiorys

### Młodość
Urodził się w Madrycie, gdzie jego ojciec był generalnym inspektorem finansów w czasie rządów Józefa Bonaparte. Studiował później w Paryżu, żyjąc w ubóstwie. Pisał wówczas artykuły do różnych czasopism. Założył pismo Revue du progrès, w którym opublikował w 1839 esej L’Organisation du travail, w którym sformułował zasady, które wyznawał w swej późniejszej działalności publicznej. Uważał wolną konkurencję za zło, które spycha uboższych w coraz większą biedę. Domagał się zrównania płac oraz podporządkowania interesów indywidualnych wspólnemu dobru, zgodnie ze stworzonym przez siebie hasłem Od każdego według jego możliwości, każdemu według jego potrzeb. Cel ten miał być osiągnięty poprzez tworzenie „warsztatów spółdzielczych” (ateliers sociaux), będących swoistym połączeniem spółdzielni i związku zawodowego, w których pracownicy różnych profesji mieli jednoczyć wysiłki dla wspólnego dobra.
W 1841 opublikował Histoire de dix ans 1830–1840, pracę będącą atakiem na monarchię lipcową Ludwika Filipa. Książka ta cieszyła się wielką popularnością i miała cztery wydania w ciągu czterech lat.

### Udział wrewolucji lutowej 1848
Blanc opublikował w 1847 dwa pierwsze tomy Historii rewolucji francuskiej (fr. Histoire de la Revolution Française). Wydawanie kolejnych tomów zostało przerwane przez wybuch rewolucji lutowej w 1848. Wśród ludu Paryża wielką popularność zdobyło wtedy hasło rzucone przez Blanca „Oddamy trzy miesiące naszej nędzy w służbę Republiki”. Blanc został członkiem Rządu Tymczasowego. Na jego wniosek rząd ten podjął 25 lutego 1848 uchwałę, w której zagwarantował egzystencję pracowników (siły roboczej) poprzez gwarancję pracy. Wniosek Blanca o powołanie ministerstwa pracy został oddalony (ponieważ zdaniem większości wykraczał poza kompetencje rządu tymczasowego). Blanc został jednak przewodniczącym tzw. Komisji Luksemburskiej, czyli rządowej komisji pracy (Commission du Gouvernement pour les travailleurs), która analizowała kwestie zatrudnienia i pracy i składała stosowne sprawozdania.
W celu wykonania uchwały z 25 lutego przystąpiono do organizowania warsztatów narodowych (ateliers nationaux). Robotnicy tam zatrudnieni, często wykwalifikowani, zatrudniani byli przy prostych robotach ziemnych, bądź płacono im nie zatrudniając ich wcale. W kwietniu liczba zatrudnionych sięgnęła stu tysięcy, a koszt przedsięwzięcia 7 milionów franków. Zostały zamknięte w maju 1848. Blanc został uznany za osobę odpowiedzialną za ten eksperyment. W czasie zamieszek w maju omal nie postradał życia. Uciekł z fałszywym paszportem do Belgii, a następnie do Londynu. Pod nieobecność został osądzony przez specjalny trybunał w Bourges i skazany na deportację. Protestował przeciwko procesowi i wyrokowi w serii artykułów opublikowanych w Nouveau Monde, a następnie zebranych i opublikowanych jako Pages de l’histoire de la révolution de 1848 (Bruksela 1850).

### Emigracja
Podczas pobytu w Wielkiej Brytanii Blanc ukończył swą dwunastotomową Histoire de la Revolution Française; ostatni tom ukazał się w 1862. Korzystał przy tym z wyjątkowej kolekcji dokumentów z tego okresu zgromadzonych w Muzeum Brytyjskim. W 1858 opublikował odpowiedź na pracę markiza Normanby A Year of Revolution in Paris, którą później rozbudował do dzieła Histoire de la révolution de 1848  (2 tomy 1870–1880). Był także uczestnikiem spotkań loży masońskiej La Grand Loge des Philadelphes.
Ponieważ Blanc już od 1839 był oponentem przywrócenia do władzy Bonapartów, pozostał w Wielkiej Brytanii do upadku II Cesarstwa.

### Powrót do Francji

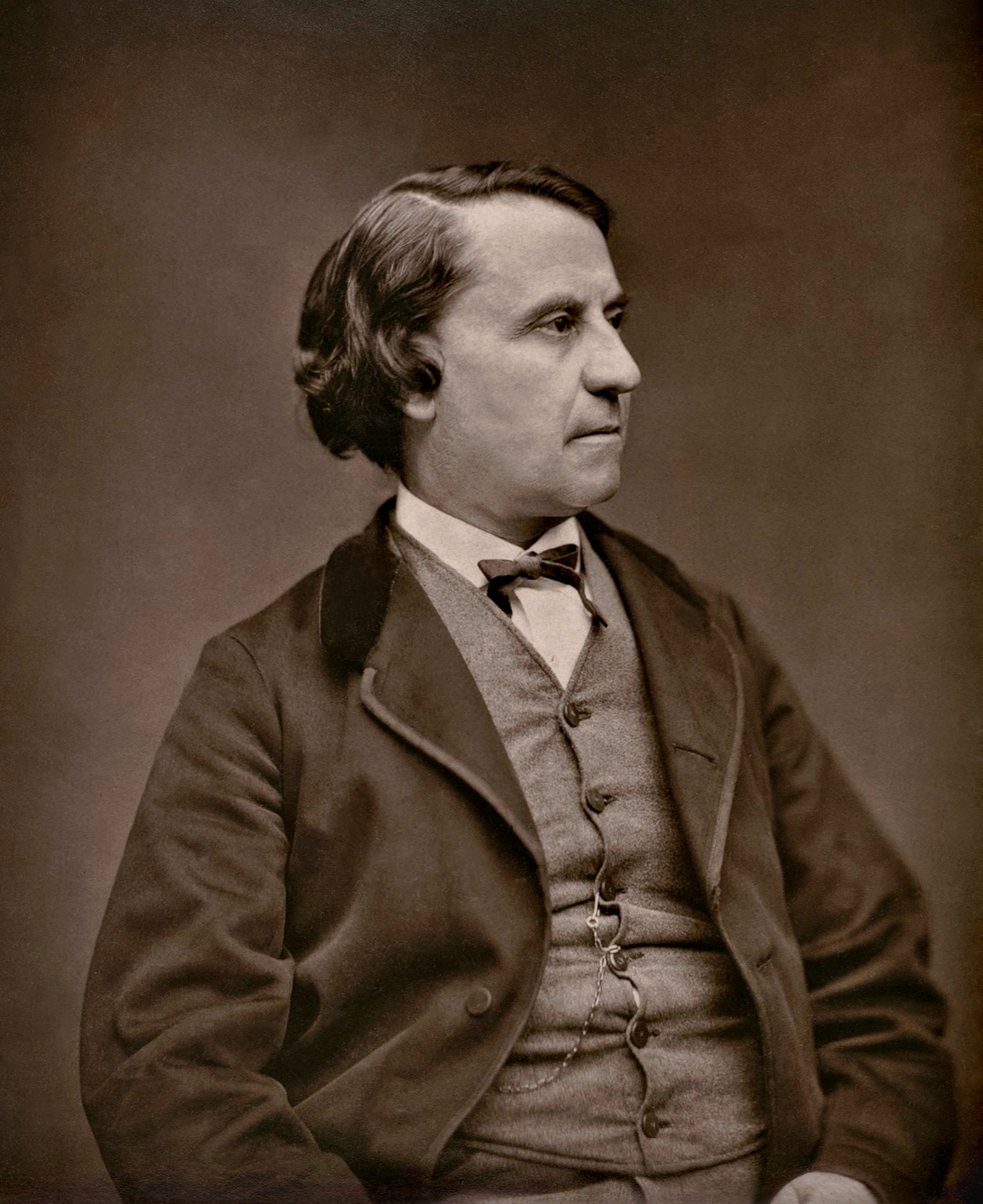
Louis Blanc ca. 1874–1877

Blanc powrócił do Paryża w 1870 i służył jako żołnierz gwardii narodowej. 8 lutego 1871 został wybrany deputowanym Zgromadzenia Narodowego, w którym występował, że ustrój republikanski jest konieczną formą suwerenności narodu i głosował za kontynuacją wojny francusko-pruskiej. Choć był zwolennikiem lewicy, nie sympatyzował z Komuną Paryską i bezskutecznie starał się łagodzić konflikt. W 1878 wystąpił z wnioskiem o zniesienie Senatu. Rok później zaproponował ogłoszenie amnestii dla komunardów, co zostało przyjęte.
Pogarszający się stan zdrowia zmusił Blanca do wycofania się z działalności publicznej. W 1876 zmarła jego żona Christina Groh (z którą ożenił się w 1865). Blanc zmarł w Cannes w 1882. Został pochowany na paryskim cmentarzu Père-Lachaise.

## Dziedzictwo polityczne
Blanc był historykiem o obrazowym i żywym stylu, jednak temperament polityczny sprawił, że jego prace są postrzegane bardziej jako wypowiedzi polityczne niż dzieła historyczne. Poglądy Blanca wywarły znaczący wpływ na rozwój idei socjalistycznych we Francji.

## Dzieła
- L’Organisation du travail (1839)
- Histoire de dix ans 1830–1840 (1841)
- Histoire de la Revolution Française (1847–1862)
- Lettres sur l’Angleterre (1866–1867)
- Histoire de la révolution de 1848  (1870–1880)
- Dix années de l’Histoire de l’Angleterre (1879–1881)
- Questions d’aujourd’hui et de demain (1873–1884).
- Discours politiques (1882)